# 2010年马来西亚教堂袭击事件
马来西亚教堂袭击事件（马来语：Serangan terhadap gereja di Malaysia 2010），是在2010年1月马来西亚一系列的教堂遭纵火事件。事件的起源是法院一个有争议的判决，指任何宗教都可以使用伊斯兰教真主的名字阿拉去描述神。马来西亚政府和许多宗教领袖谴责了袭击，呼吁马来西亚人冷静和团结起来。警方之后展开大规模调查，目前已有多位肇事者被逮捕。

## 当地社会与国际社会反应
当地穆斯林和非穆斯林都强烈谴责2010年教堂袭击事件。大约130名穆斯林非营利组织和志愿警务人员都挺身为各教堂建筑物加强保安巡逻。

## 刑事检控
吉隆坡地庭于2010年8月12日判处两位被告，即24岁的拉惹莫哈末法依查，以及22岁的拉惹莫哈末依兹翰。于2010年1月纵火焚烧吉隆坡美罗神召会教堂罪名成立，被判入狱5年。